# Notiogyne
Notiogyne falcata es una especie de araña araneomorfa de la familia Linyphiidae. Es el único miembro del género monotípico Notiogyne.

## Distribución
Es un endemismo de Rusia, donde se encuentran en Óblast de Amur y el Krai de Jabarovsk.

## Descripción
Los machos miden 1,63 mm y las hembras 1,80 mm.